# È una pazzia
È una pazzia (It's the Rage) è un film del 1999 diretto da James D. Stern, versione cinematografica dell'opera teatrale di Keith Reddin The Alarmist.
Il film ha ottenuto numerosi riconoscimenti al Film festival internazionale di Milano.

## Trama
Il film è una storia corale, dove s'intrecciano le storie di diverse persone, accomunate dall'utilizzo, o abuso, delle armi da fuoco.

## Distribuzione
Il film è stato distribuito per la prima volta sulla televisione via cavo con il titolo All the Rage, senza mai approdare nelle sale cinematografiche. Successivamente è stato distribuito in DVD. In Italia è stato distribuito direttamente per il mercato home video dalla Sony Pictures Home Entertainment.

## Riconoscimenti
- Film festival internazionale di Milano
  - Premio del pubblico
  - Miglior attore (Gary Sinise)
  - Miglior regista
  - Miglior film
  - Miglior montaggio
  - Miglior sceneggiatura
  - Migliori musiche.